# Nephodia marcida
Nephodia marcida là một loài bướm đêm trong họ Geometridae.